# NGC 4376
NGC 4376 је галаксија у сазвежђу Девица која се налази на NGC листи објеката дубоког неба.
Деклинација објекта је + 5° 44' 28" а ректасцензија 12h 25m 18,1s. Привидна величина (магнитуда) објекта NGC 4376 износи 13,1 а фотографска магнитуда 13,7. NGC 4376 је још познат и под ознакама UGC 7498, MCG 1-32-53, CGCG 42-93, VCC 787, IRAS 12227+0601, PGC 40494.